# Aumakua omaomao
Aumakua omaomao är en fjärilsart som beskrevs av Hayes och Klaus S.O. Sattler 1980. Aumakua omaomao ingår i släktet Aumakua och familjen nattflyn. Inga underarter finns listade i Catalogue of Life.